# 柳井乃武夫
柳井 乃武夫（やない のぶお、1923年（大正12年）9月21日 - 2014年（平成26年）9月28日）は、日本の官僚。日本国有鉄道常務理事や運輸審議委員を務めた。

## 来歴
外交官・弁護士の柳井恒夫の長男としてリオデジャネイロに生まれる。弟は外交官で駐米大使を務めた柳井俊二。暁星小学校、武蔵高等学校尋常科・高等科を経て、東京帝国大学法学部に進学する。東大在学中の1943年に学徒出陣で徴兵され、フィリピンのレイテ島に出征する。終戦を知らずにフィリピンのポロ島山中で二ヶ月の逃亡生活を送った後に投降した。その模様は後年、自著『山の兵隊』『万死に一生 第一期学徒出陣兵の手記』に記述している。
1945年12月に復員後、1947年に運輸省に入省。1959年より1963年まで国際観光振興会初代パリ事務所長を務めた。帰国後、日本国有鉄道旅客課に入り、旅客局長（1972年）を経て、1975年に常務理事となる。
退任後は日本交通公社専務理事を経て1986年に運輸審議会委員となる（1991年に運輸審議会会長）。

## 著書
- 『感覚的パリ案内』日本経済新聞社、1964年
- 『旅行業界』教育社<教育社新書 - 産業界シリーズ>、1985年
- 『老将軍と少年』国鉄厚生事業協会、1985年
- 『山の兵隊―比島より生還せる一学生兵の手記』交通協力会、1987年
- 『万死に一生 第一期学徒出陣兵の手記』徳間書店<徳間文庫>、2008年